# مارك فيرغسون (ممثل)
مارك فيرغسون (بالإنجليزية: Mark Ferguson)‏ هو مقدم تلفزيوني وممثل أسترالي، ولد في 28 فبراير 1961 بسيدني في أستراليا.

## أعمال

### أفلام
- (2001)  رفقة الخاتم[2]

## وصلات خارجية
- مارك فيرغسون على موقع IMDb (الإنجليزية)
- مارك فيرغسون على موقع ألو سيني (الفرنسية)
- مارك فيرغسون على موقع أول موفي (الإنجليزية)
- مارك فيرغسون على موقع قاعدة بيانات الفيلم (الإنجليزية)